# بوم‌شناسی خاک
بوم‌شناسی خاک یا اکولوژی خاک (به انگلیسی: Soil ecology) مطالعه کنش‌ها و واکنش‌های جانداران خاک و بین جنبه‌های زنده و غیرزنده محیط خاک است. این به ویژه به چرخه مواد مغذی، تشکیل و تثبیت ساختار منافذ، گسترش و حیات عوامل بیماری‌زا، و تنوع زیستی این جامعه غنی زیستی توجه دارد.